# Ami Džejms
Ami Džejms (engl. Ami James; Izrael, 6. april 1972) američki je tattoo umetnik i preduzetnik.

## Biografija
Njegov otac, rođeni Amerikanac, prelazi u Judeizam nekoliko godina pre dolaska u Izrael, gde se priključio izraelskoj vojsci i upoznao Amijevu majku. Kao dete, Ami je živeo u Izrealu i Egiptu, a većinu svog detinjstva proveo je bez oca, koji ih je napustio, kada je Amiju bilo 4 godine, što je prouzrokovalo poremećaj izazvan nedostatkom pažnje roditelja. Kako Ami kasnije objašnjava, tattoo umetnost ga je privukla još u najranijem detinjstvu pošto je njegov otac imao tetovaže i takođe bio slikar.

### Majami ink
U Sjedinjene Države, preselio se sa 11 godina kod rodielja svog oca, a sa 12 godina seli se u Majami (Florida). Kao tinejdžer, vraća se u Izrael kako bi odslužio vojnu obavezu u izraelskoj vojci kao snajperist. U petnestoj godini, uradio je svoju prvu tetovažu. Godine 1992. počinje profesionalno da radi u svom prvom tatu studiju (Tattoos By Lou).
Suvlasnik je tatu studija Love Hate Tattoos u Majamiju, zajedno sa Krisom Nunjezom učestvovao je u rijaliti šou programu „Majami Ink“, na televiziji TLC. Pored Krisa Nunjeza, u emisiji učestvuju Kris Garver, Daren Bras, Jodži Harada i Tim Hendriks, takođe tattoo umetnici.
Ami je i suvlasnik kompanije i brenda DeVille koja se bavi proizvodnjom odeće sa Krisom Nunjezom i Džesijem Flitom i noćnog kluba u Majamiju Love Hate Lounge, takođe sa Nunjezom i nekoliko bliskih prijatelja. Dizajnirao je mobilne telefone za Motorolu.

### Njujork ink
Ami je nedavno uložio i u liniju nakita Love Hate Choppers Jewelry, a na svom blogu je objavio da se seli u Njujork gde se očekuje nastavak snimanja rijaliti programa, ovoga puta „Njujork Ink“ (engl. NY Ink). 
„Njujork Ink” je premijerno prikazan 2. juna 2011.

### Privatni život
O njegovom privatnom životu se malo zna. Po nagađanjima nekih tabloida i Internet portala, Ami se ženio nekoliko puta, a u javnosti je jedino poznata Džordan Džejms, sa kojom ima trogodišnju kćerku Šajli Hejlen.

## Spoljašnje veze
- Zvanični veb sajt
- Zvanični blog
- Ami DŽejms -
- Ami DŽejms Архивирано на веб-сајту  (24. јануар 2007) -
- Ami Džejms на веб-сајту  (језик: енглески)
- Ami Džejms Facebook stranica